# Hyalomma punt
Hyalomma punt är en fästingart som beskrevs av Hoogstraal, Kaiser och Troels Myndel Pedersen 1969. Hyalomma punt ingår i släktet Hyalomma och familjen hårda fästingar.
Artens utbredningsområde är Etiopien. Inga underarter finns listade i Catalogue of Life.